# La corriera stravagante
La corriera stravagante (titolo originale The Wayward Bus) è un romanzo dello scrittore statunitense John Steinbeck pubblicato nel 1947.

## Trama
Il romanzo "La corriera stravagante" non ha personaggi principali, e
il punto di vista cambia frequentemente da un personaggio all'altro, spesso in forma di monologo interiore, permettendo al lettore di seguire i pensieri dei vari personaggi. 
Buona parte del romanzo è proprio dedicata  alla descrizione e caratterizzazione dei personaggi e dei loro sentimenti.
Il romanzo si ambienta in una zona della California , nota agli  appassionati dello scrittore come "Steinbeck country" , che si trova nella  Salinas Valley,  anche se le località descritte sono  fittizie.  In particolare il luogo principale è la località Rebel Corners, che viene immaginata  essere ad un incrocio di strade a 42 miglia a sud di San Ysidro, a nord di Los Angeles .
A Rebel Corners, Juan Chicoy, per metà messicano e metà irlandese, gestisce un piccolo autobus, detto  "Sweetheart". Juan si guadagna da vivere anche come meccanico, e trasporta con il bus passeggeri tra  Rebel Corners e San Juan de la Cruz. La linea principale di pullman Greyhound serve entrambe le località ma su due direttrici differenti  , e non offre servizio di collegamento fra le due.
Juan e sua moglie Alice  possiedono e gestiscono anche  una piccola tavola calda a Rebel Corners. I Chicoy incrementano i loro guadagni vendendo cibo, caffè e dolciumi alle persone in transito con le corse dei bus. Rebel Corners è  comunque un posto sconosciuto dove nessuno vive,  eccetto i  Chicoy e i loro impiegati temporanei. 
Alice Chicoy è una donna fedele al suo matrimonio ma profondamente infelice,  disprezza le altre donne e ne diffida.
I  Chicoy hanno due collaboratori. Il primo è un giovane di nome  Ed Carson, assistente meccanico e aiutante di Juan. Carson afferma di discendere dal famoso eroe del Far West   Kit Carson, e si vorrebbe fare chiamare   "Kit", ma tutti lo chiamano “Brufolo" per il suo vistoso acne facciale.  "Brufolo  Carson" , come viene  identificato durante  il romanzo,  prende  costantemente  dolci o cibo dal bancone del bar,  dicendo ad Alice di dedurlo dai suoi compensi. Alice, profondamente sospettosa di tutti tranne che di suo marito, dice che il conto di Carson per dolci e cibarie eccede quello che il marito gli deve pagare,  per cui lo accusa di rubare il cibo.
L'altra  impiegata, addetta al bancone del bar,  è Norma, una giovane cameriera.
A causa del cattivo carattere di Alice e della sua misoginia le cameriere tendono a non rimanere a lungo a Rebel  Corners, e Norma è solo l'ultima di una lunga  serie. Norma è ossessionata dalla stella del cinema Clark Gable,  a cui scrive lunghe lettere indirizzate agli studi Metro Goldwin Mayer, ma a cui nessuno risponde.
Norma ha una convinzione quasi paranoica che ci sia un impiegato alla Metro Goldwin Mayer che volutamente e maliziosamente intercetta  le sue lettere, perché  Gable non sappia mai che lei è  innamorata di lui. A un certo punto Norma dice anche di essere cugina di Gable. 
Un giorno una famiglia di tre persone in vacanza è  costretta a passare la notte a  Rebel Corners perché  il bus, "Sweetheart", ha bisogno di riparazioni.
Juan, Alice, Norma e  Brufolo gli lasciano i loro letti  e passano  la notte nel locale ristorante .
La famiglia in vacanza spera di arrivare a San Juan con il  bus di Juan , ed è composta dall'importante (a suo dire)  uomo d'affari Elliott Pritchard, sua moglie  Bernice e la loro figlia Mildred, studentessa di college. 
Nel romanzo la descrizione di Mr. Pritchard è un esempio di concisa  definizione del personaggio secondo Steinbeck: " Una sera a settimana giocava a poker con uomini così simili a lui che la partita risultava  abbastanza equilibrata, e da questo fatto i suoi conoscenti  si convinsero che fossero degli ottimi giocatori di poker. "
Anche altri due  passeggeri in transito aspettano la partenza del bus. Uno, Ernest Horton, è  un venditore in viaggio che lavora per una compagnia di novità, e fa un  ingresso pittoresco nel romanzo zoppicando nella sala della tavola calda, dicendo di essersi ferito al  piede in un incidente stradale. Poi  toglie la scarpa mostrando un calzino insanguinato, e lo rimuove  mostrando  un piede seriamente mutilato. Dopo aver ottenuto l'attenzione e la solidarietà di tutti, Horton rimuove la "ferita" che in  realtà è una delle novità scherzose realizzate dalla sua azienda.
Horton è un uomo frustrato che spera di riuscire a lanciare qualcuna  delle sue molte idee per arricchirsi, ma non possiede i fondi per realizzare nessun progetto.
La sua novità preferita è un kit per uomini che non possono permettersi un abbigliamento formale: un set di risvolti  e strisce per pantaloni, in raso, che possono trasformare un completo nero da lavoro in uno smoking.
L'altra passeggera in transito è una giovane donna bionda, formosa, che attira l'attenzione degli  uomini. Il suo nome  non viene mai rivelato nel romanzo: è  una donna di passaggio, sempre  in movimento per andare altrove, e per questo usa una serie di falsi nomi nei suoi incontri con uomini che non si aspetta di incontrare mai più.
Poco dopo essere arrivata a Rebel Corners la ragazza vede  un cartellone pubblicitario delle sigarette Camel vicino a un albero di quercia , e si presenta da allora nel racconto come Camille Oaks ( quercia, in inglese ).
Poi, vedendo un cartellone delle sigarette Chesterfield, la ragazza comincia a dire di essere un'infermiera di dentista e di lavorare per il dottor Chesterfield.
Camille in realtà è una spogliarellista che guadagna esibendosi negli addii al celibato, e ha  una scarsa considerazione degli uomini, probabilmente dovuto al genere di uomini che incontra.
Lei rispetta i pochi uomini che sono  così onesti da farle proposte dirette,  mentre non ha pazienza per quelli che perdono il loro tempo provando ad essere amici per poi arrivare gradualmente al loro obiettivo.
Un capitolo del romanzo è la simpatica descrizione di George, un uomo di colore  sottopagato che lavora come operaio al deposito bus della Greyhound, pulendo gli autobus e ritrovando oggetti smarriti. 
George trova un portafoglio contenente 100 dollari, un'enormità  per le sue abitudini. Pensa di tenersi i soldi ma viene visto trovare il portafoglio da un altro impiegato, Louie, un autista di carnagione bianca. Louie  gli prende il portafoglio e li restituisce al proprietario, promettendo di dividere con George l'eventuale  ricompensa.  Louie poi riceve una buona ricompensa, ma  imbroglia George dicendogli che la ricompensa del proprietario era solo di un dollaro... ed è tutto ciò che Louie "generosamente" dà a George. Anche se George non interagisce mai  con i personaggi al Rebel Corners, è interessante che Steinbeck inserisca questo episodio pur se  irrilevante per il racconto principale.
Nel romanzo "La corriera stravagante" in realtà accadono poche cose. Norma scopre Alice che legge la sua lettera a Clark Gable e, dopo i tanti maltrattamenti si fa valere preparando le valige. Ignorando le scuse di Alice, Norma prende dei soldi dalla cassa ed esce dalla tavola calda in attesa di partire col bus  Sweetheart nel  prossimo viaggio per San Juan.
Infine il bus parte: Juan ha fatto già  molte volte questo viaggio col bus  ed è generalmente annoiato dalla monotonia della routine.  Ma questa volta però la forte pioggia  caduta ha reso un ponte  non sicuro, e lui chiede ai passeggeri di decidere se tornare a Rebel Corners  o tentare di raggiungere la destinazione attraverso un'altra vecchia e malmessa strada. I passeggeri scelgono la vecchia strada. Durante il percorso, Juan manda deliberatamente l'autobus in un fosso, dicendo ai passeggeri che si è trattato di un incidente. Qui il simbolismo , per gli standard di Steinbeck, è insolitamente pesante: Juan, la cui vita è intrappolata in un percorso obbligato, ne sfugge buttandosi in un  fossato laterale.
L'incidente ha bloccato temporaneamente Juan e i suoi passeggeri in un'area  fuori mano.
Mentre aspettano che Juan cerchi aiuto, facendo  una camminata di quattro miglia, Pritchard conversa con Camille e si mostra interessato ad aiutarla nella carriera: lei riconosce la proposta come un tentativo di seduzione e lo rifiuta velenosamente.  Pritchard allora aggredisce verbalmente la moglie, in parte per rabbia verso di lei e in parte per riacquistare la propria autostima dopo il rifiuto di Camille. Juan, che non vuole  tornare sull'autobus, pensa di sfuggire alla sua vita e al suo matrimonio tornando in Messico. Allora abbandona la strada per cercare rifugio in una fattoria abbandonata, dove si addormenta in un fienile.
La figlia di Pritchard, Mildred, che si sente fortemente attratta da Juan, lo segue e alla fine fanno sesso insieme. Poi Juan e Mildred ritornano al bus.  Allora Juan tenta nuovamente di fare uscire il bus dal  fossato, riuscendoci, e tutti risalgono a bordo.
Il romanzo termina con il paese di San Juan de la Cruz visibile in lontananza.  Il film invece finisce con la signora Chicoy che raggiunge il bus a San Juan e paga alla  cameriera quello che le  doveva, e  lei e il marito tornano  insieme.  La bionda invece se ne va insieme al venditore, e tutti vivono felici.

## Adattamento cinematografico
Dal libro fu tratto un film nel 1957, noto in Italia con il titolo Fermata per 12 ore, per la regia di Victor Vicas.
Interpreti: Joan Collins, Jayne Mansfield, Dan Dailey.

## Edizioni
- La corriera stravagante, traduzione di Nora e Anna Messina, Collana I delfini n.51, Milano, Bompiani, 1948,  p. 334.
- La corriera stravagante, a cura di Luigi Sampietro, Collana I Grandi Tascabili, Milano, Bompiani, 2016, ISBN 978-88-452-8294-2.